# Ernst Wilhelm Wreden
Ernst Wilhelm Wreden (* 18. Juni 1926 in Moers; † 17. Juni 1997 in Friedberg) war ein deutscher Burschenschaftsfunktionär.
Wreden wuchs als Sohn eines Bauingenieurs in Duisburg auf und erhielt dort 1944 an der Oberschule seinen Reifevermerk. Mit 17 Jahren wurde er im Januar 1944 kriegsnotdienstverpflichtet, ging am 15. August 1944 als Kriegsfreiwilliger zu Waffen-SS, wurde Kanonier in einem Artillerie-Regiment und Führerbewerber. Er geriet am 28. März 1945 in amerikanische Kriegsgefangenschaft, die er in den Lagern Stenay, Cherbourg, Le Mans, Bolbec, Le Havre, St. Avold und Heilbronn verbrachte, und wurde am 20. April 1946 entlassen. 1947 holte er in Homberg sein Abitur nach. Er wurde im Entnazifizierungsverfahren als politisch belastet eingestuft, da er HJ-Führer und Mitglied der Waffen-SS gewesen war, weshalb ihm zunächst das Studium verwehrt blieb. So arbeitete er ab 1947 als Bauarbeiter. 
Ab 1949 studierte er Geschichte (mit den Nebenfächern Englisch, Französisch, Philosophie und Pädagogik) in Heidelberg und Bonn, war 1949 an der Wiedergründung der Burschenschaft Allemannia Heidelberg und des Dachverbandes Deutsche Burschenschaft (DB) beteiligt. Das Wintersemester 1951/52 verbrachte er in England. Seit 1955 arbeitete er an einer Promotionsschrift „Antisemitismus im deutschen Studententum“, die er aber wie sein Studium nicht abschloss. Im Jahr 1959, zehn Jahre nach Eintritt, focht er eine Mensur auf die Farben der Allemannia Heidelberg, die während seiner Aktivenzeit noch nicht wieder die Pflichtmensur eingeführt hatte.
Neben weiteren haupt- und ehrenamtlichen Tätigkeiten für die DB wurde er 1954 Mitglied des Redaktionsausschusses der Burschenschaftlichen Blätter und war von 1958 bis 1992 deren Schriftleiter. 1965 heiratete Wreden. Die Ehe, der zwei Töchter entstammten, ging in den 1980er Jahren auseinander. Er verfasste zahlreiche Aufsätze und Schriften zur Studentengeschichte und war Herausgeber der Jahresgabe der Gesellschaft für burschenschaftliche Geschichtsforschung. 1983 wurde er Mitglied der Burschenschaft Teutonia Jena zu Berlin. Er wurde für Verdienste um die burschenschaftliche Geschichtsforschung mit der Herman-Haupt-Plakette ausgezeichnet. Er erhielt die Fabricius-Medaille vom Convent Deutscher Akademikerverbände. Die Deutsche Burschenschaft verlieh ihm das Ehrenband.